# Wätjens Schloss (Blumenthal)

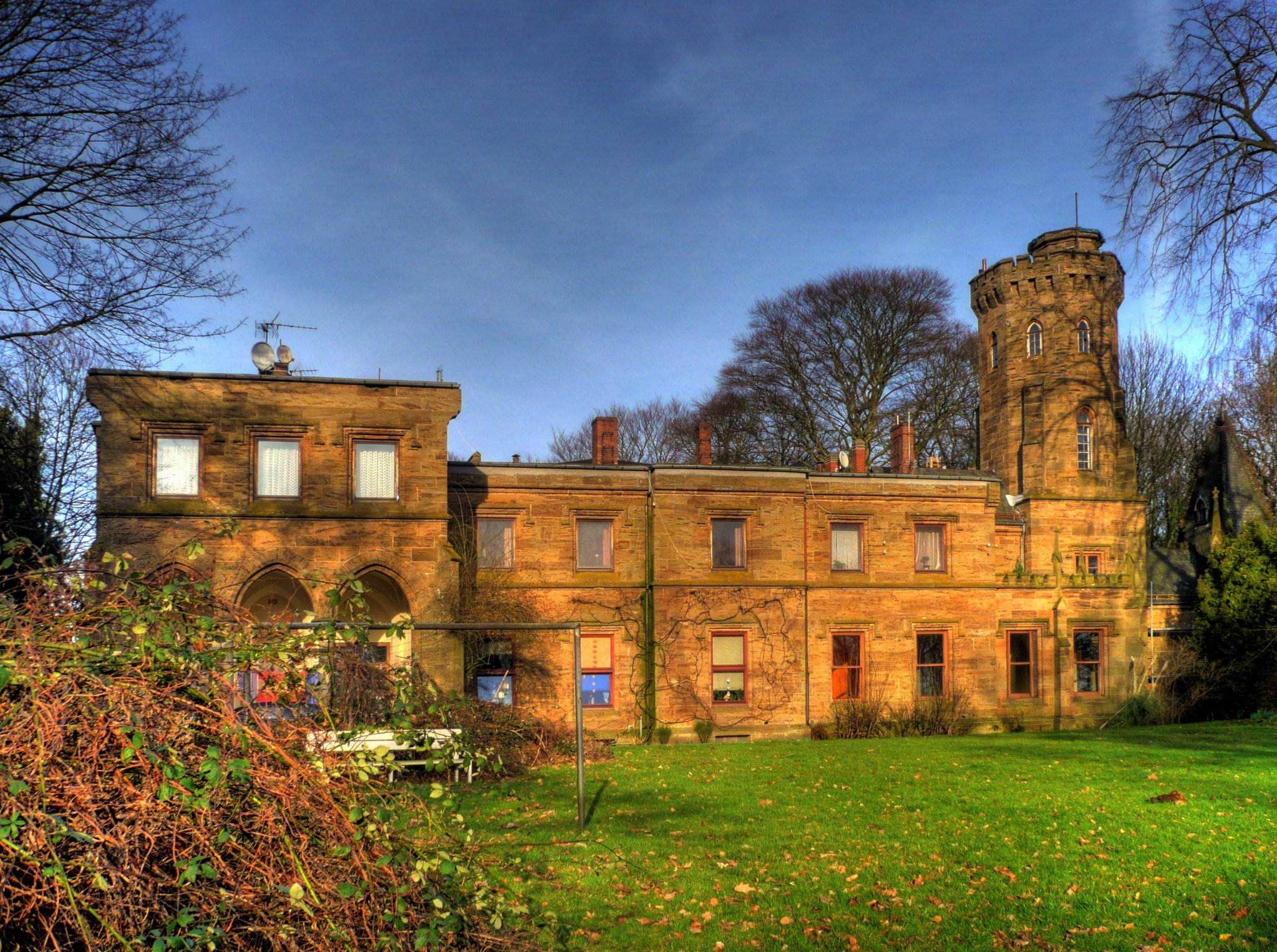
Wätjens Schloss

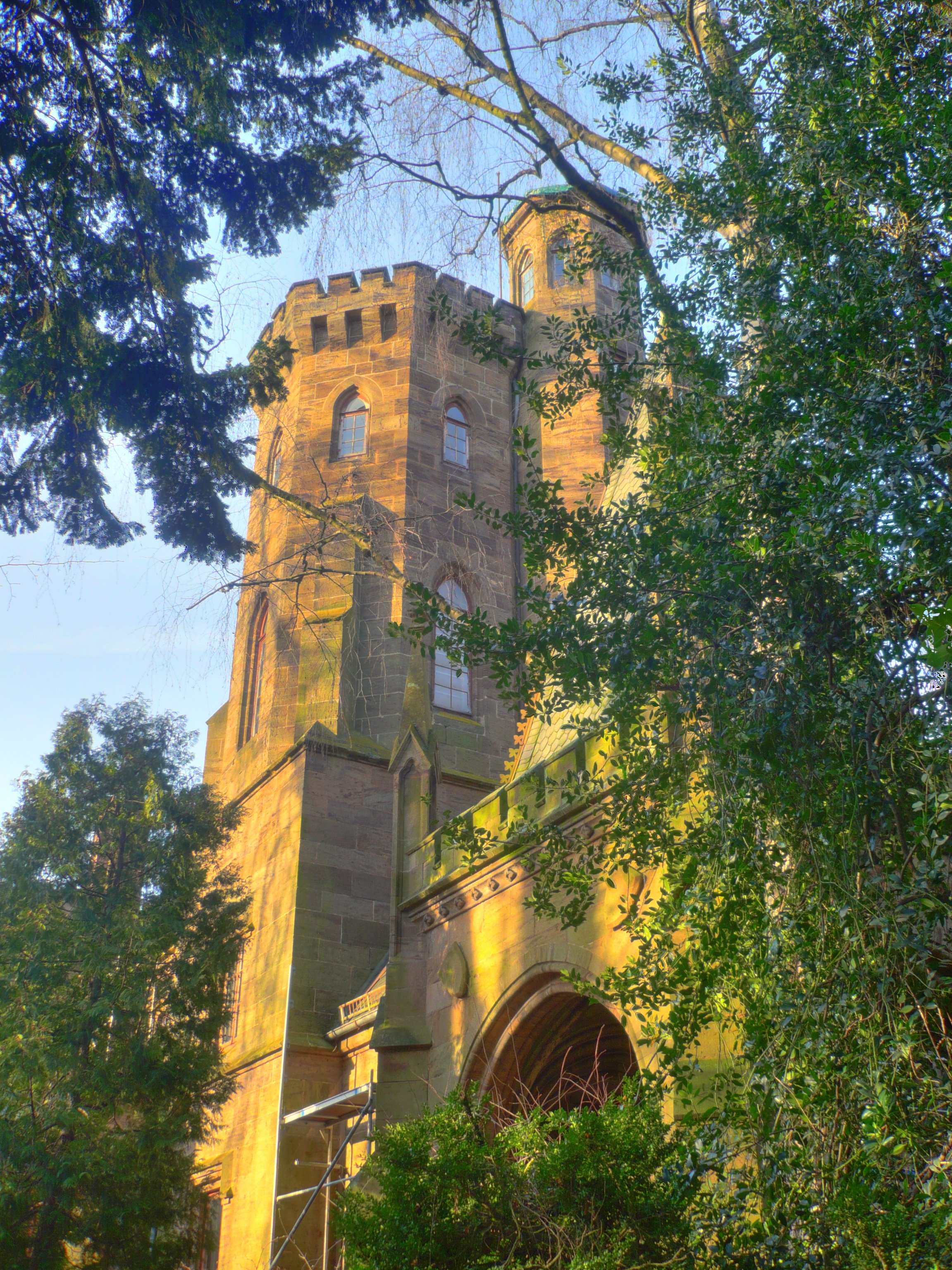
Turm von Wätjens Schloss

Wätjens Schloss ist die Bezeichnung für einen im Norden der Stadt Bremen im Stadtteil Blumenthal gelegenen Landsitz, der ursprünglich der Bremer Kaufmannsfamilie Wätjen gehörte.
Wätjens Schloss steht seit 1973 unter Denkmalschutz.

## Geschichte und Gegenwart
Der Bremer Kaufmann und Reeder Diedrich Heinrich Wätjen hatte 1830 am Geestrücken zwischen Vegesack und Blumenthal Grundstücke für einen Sommersitz erworben und ein Landhaus errichten lassen. Den das Gebäude umgebenden Park ließ er ab 1830 im Stil eines weiträumigen englischen Landschaftsgartens nach Plänen des Landschaftsgärtners Isaak Altmann anlegen.
Sein Sohn Christian Heinrich Wätjen baute das Anwesen aus. Das ursprüngliche Wohnhaus wurde durch eine schlossartige Villa im Stil englischer Tudorgotik ersetzt, die von 1858 bis 1864 nach Plänen des Bremer Architekten Heinrich Müller erbaut wurde. Der Park ist heute als Wätjens Park bekannt.
1916 verkaufte die Familie Wätjen den Landsitz, der mit Beginn des Ersten Weltkrieges zu einem Lazarett umfunktioniert worden war. Der Park wurde zwischen den benachbarten Industriebetrieben Bremer Vulkan und Bremer Wollkämmerei (BWK) aufgeteilt. Das Schloss gehörte zum Vulkan-Teil. 
Das Spitzdach des höheren Turms wurde während des Zweiten Weltkrieges entfernt. Nach dem Krieg wurden durch einen Brand das Dach sowie einige Giebel zerstört. Das Dach wurde nur notdürftig und viel flacher wiederhergestellt. 
Nach dem Konkurs des Vulkans 1997 wurde der Parkanteil von privat ersteigert. Die Stadt Bremen erwarb später das Park-Gelände von diesem Käufer und der BWK. Das Schloss und weitere Wohngebäude blieben mit den zugehörigen Grundstücken in Privatbesitz. Die Absicht, im Schloss einen Gastronomiebetrieb einzurichten, wurde nicht verwirklicht. Es enthält Wohnungen und das Atelier eines Kunstmalers.